# 허대만
허대만(許大萬, 1969년 4월 20일~2022년 8월 22일)은 대한민국의 정치인이다. 무소속으로 제1회 전국동시지방선거 포항시의원에 당선되었다. 더불어민주당 경북도당 위원장을 역임했고 문재인 정부 초기에 행정안전부 장관정책보좌관을 지내며 국정운영에 참여했다. 국가균형발전위원회 전문위원으로 활동했다. 탄산칼슘 제조업체인 포스칼슘 상무이사로 재직했으며 (주)에쓰지 대표이사로도 일했다. 2022년 8월 22일 지병으로 별세했다.

## 학력
- 포항영흥국민학교 졸업
- 포항중학교 졸업
- 대동고등학교 졸업
- 서울대학교 정치학과 학사 졸업

## 경력
- 1995.07~1998.06 제2대 경상북도 포항시의회 의원
- 1995.07~1996.08 제2대 경상북도 포항시의회 전반기 보사위원회 위원
- 1995.08~1996.12 제2대 경상북도 포항시의회 전반기 보사산업위원회 위원
- 1995.07~1996.12 제2대 경상북도 포항시의회 전반기 총무재무위원회 위원
- 1997.01~1998.06 제2대 경상북도 포항시의회 후반기 총무재무위원회 위원
- 1996 포항시 지방의정연구소 이사
- 1996 포항시 지방의정연구소 기획실장
- 2000 한국청년연합회 포항대표
- 2001 자음기획 대표
- 2001 자음컴퓨터 대표
- 2001 전국지방자치 개혁연대 기획위원
- 2003 대통령직 인수위 자문위원
- 2003 열린우리당 경북도당 포항시 남구 울릉군 지구당 운영위원장
- 2004 열린우리당 경상북도당 공보실장
- 2004 열린우리당 경상북도당 정책실장
- 자음리서치 대표
- 자치분권 연구소 정책실장
- 민주당 경북도당 포항시 남구 울릉군 지역위원장
- 서경산업 부사장
- 포스칼슘 상무이사
- 2010~2011.12 민주당 경북도당 위원장
- 2011.12~2012.05 민주통합당 경북도당 위원장
- 2012.05~2014.03 민주당 경북도당
- 2014.03~2015.12 새정치민주연합 경북도당
- 2015.12 더불어민주당 경북도당
- 2017.07~2018.03 행정안전부 장관정책보좌관
- 2018.08~2020.08 더불어민주당 경북도당 위원장

## 역대 선거 결과
|  | 15.36% |

|  | 36.82% |

|  | 17.06% |

|  | 18.93% |

|  | 17.84% |

|  | 18.50% |

|  | 42.41% |

|  | 34.31% |

## 가족 관계
- 배우자: 박민정
  - 아들: 허승재, 허두헌, 허주현
  - 딸: 허단